# Voussure
Le terme voussure a plusieurs acceptions.

## Architecture

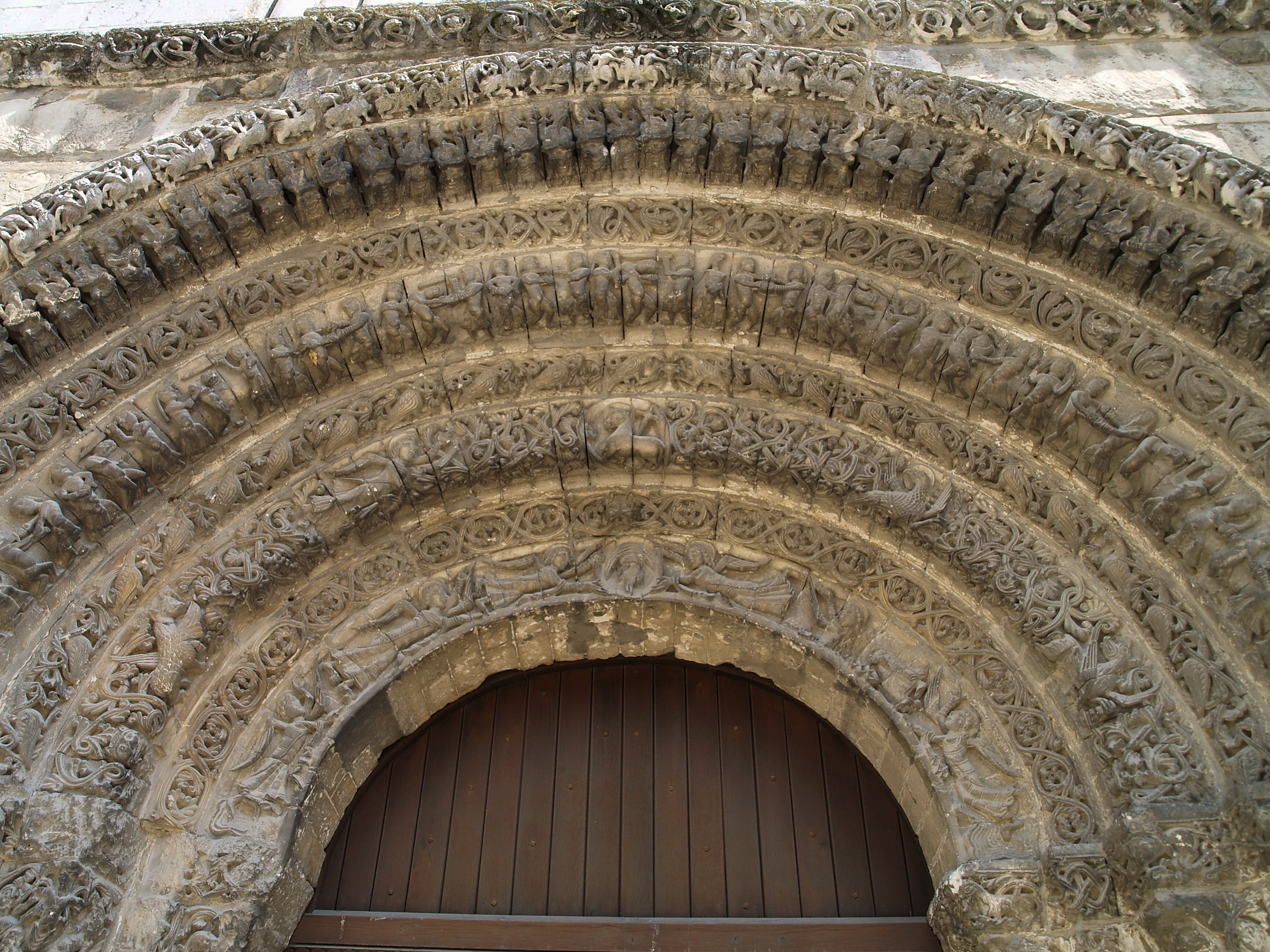
Détail des voussures du portail à l'Abbaye aux Dames de Saintes (France).

En architecture, une voussure est la courbure du profil d'une voûte ou d'un arc. 
Le terme peut également désigner :
- l'exagération de la convexité d’un profil ;
- la partie courbe qui surmonte une porte, une fenêtre ;
- chacun des arcs concentriques formant l'archivolte d'une arcade, d'un portail ;
- les éléments saillants surplombant une baie ;
- l'élément courbe qui surmonte l'arc d'encadrement d'une fenêtre ou d'une porte ;
- la partie inférieure d'un linteau de baie par opposition aux appuis de baie et tableaux de baie (parties verticales).

Dans l'architecture romane, les artistes sculptent des motifs claveau dans un sens rayonnant autour du tympan. Dans l'architecture gothique, ils privilégient la sculpture de figures longitudinales qui épousent la courbe des arcs.

## Médecine
En médecine, une voussure est un bombement anatomique. Lors d'une pubalgie d'origine pariétale, on constate une voussure de la paroi abdominale en regard du canal inguinal (ligne de Malgaigne).